# Рассветовский сельсовет (Алтайский край)
Рассветовский сельсовет — муниципальное образование со статусом сельского поселения и административно-территориальное образование в Романовском районе Алтайского края России. Административный центр — посёлок Рассвет.

## Население
| 1997 | 1998 | 1999 | 2000 | 2001 | 2002 |
| ---- | ---- | ---- | ---- | ---- | ---- |
| 503  | ↗528 | ↘517 | ↘452 | ↘441 | ↗448 |
| 2003 | 2004 | 2005 | 2006 | 2007 | 2008 |
| ↗452 | ↘428 | ↘385 | ↘379 | ↘360 | ↘351 |
| 2009 | 2010 | 2011 | 2012 | 2013 | 2014 |
| ↘348 | ↘342 | ↘341 | ↘337 | ↘310 | ↘297 |
| 2015 | 2016 | 2017 | 2018 | 2019 | 2020 |
| ↗298 | ↘288 | ↘281 | ↘276 | ↘267 | →267 |
| 2021 |      |      |      |      |      |
| ↘256 |      |      |      |      |      |

По результатам Всероссийской переписи населения 2010 года, численность населения муниципального образования составила 342 человека, в том числе 174 мужчины и 168 женщин.

## Состав сельского поселения
В состав сельского поселения входит один населённый пункт — посёлок Рассвет.